# Sembei
Sembei (煎餅, senbei) é um tipo de aperitivo de arroz japonês. Eles são feitos em vários formatos, tamanhos e sabores, normalmente salgados, mas às vezes doces. O sembei é muitas vezes comido com chá verde como um aperitivo e oferecido a visitas como uma cortesia.

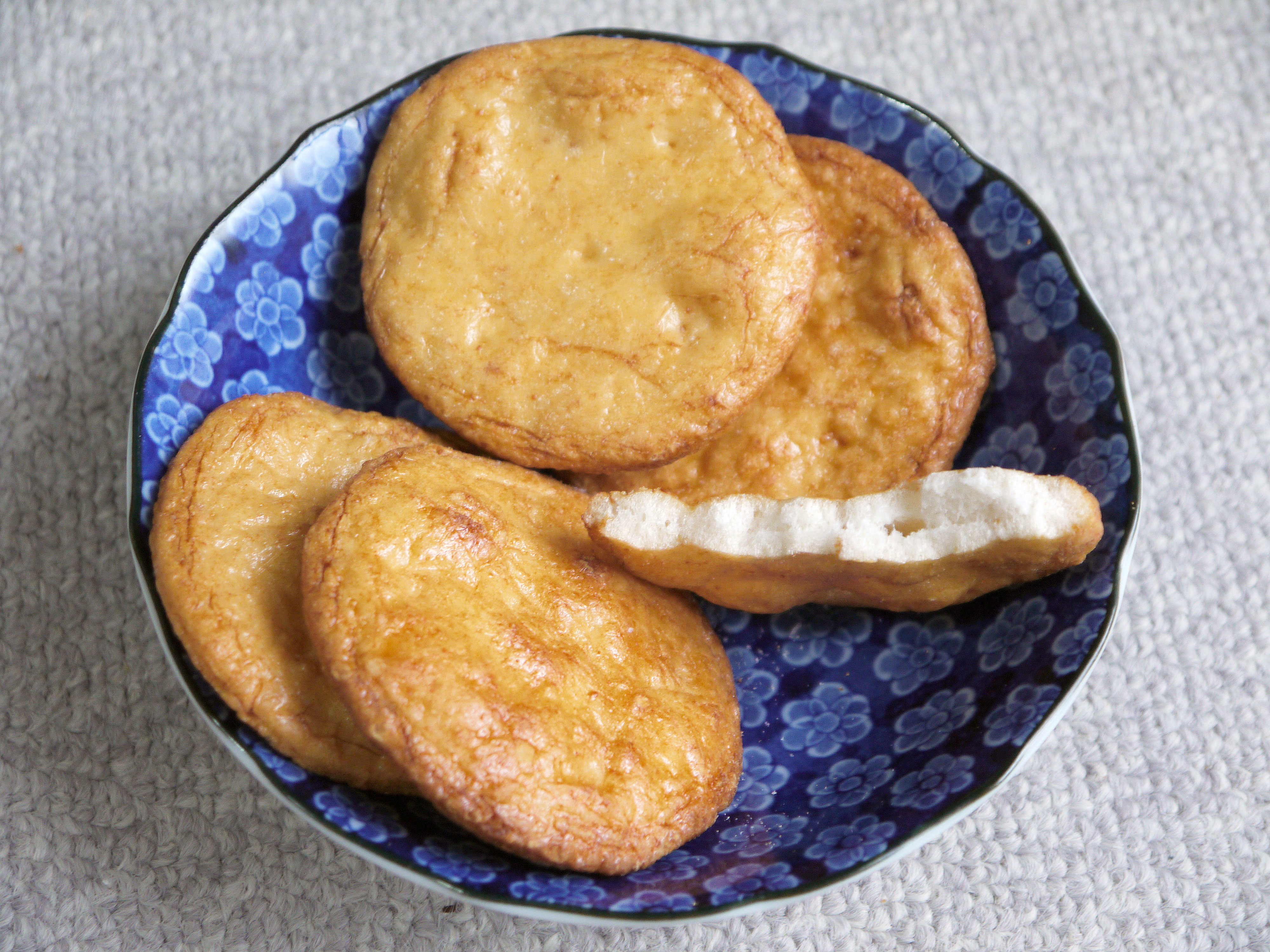
Senbei com nori

O sembei normalmente é feito assado ou grelhado, tradicionalmente com carvão. Enquanto são preparados, eles podem ser salpicados com um molho, que pode ser feito de shoyu ou mirin. Eles também podem ser embrulhados em uma camada de nori ou cobertos com sal ou pimenta.
Na China, os mesmos caracteres usados para escrever senbei são lidos como jiānbǐng (煎餅). Há variedades como o Shandong Jianbing e o Tianjin Jianbing. No entanto, esses são na realidade um tipo diferente de comida. Os chineses o fazem mais como panquecas, semelhantes a um okonomiyaki, enquanto no Japão eles são duros e são aperitivos e não refeições. No entanto, biscoitos semelhantes ao sembei japonês podem ser encontrados na China atualmente. O seu nome chinês moderno é 仙贝 (ou 鲜贝) (Pinyin: xianbei), que reflete a pronúncia japonesa de "senbei" (煎餅).
Os senbei doces (甘味煎餅) chegaram ao Japão durante a Dinastia Tang, com o primeiro aparecimento datando de 737 d.C, e ainda são muito semelhantes ao estilo tradicional Tang, originalmente feito na região de Kansai, e que incluem o tradicional sembei de "telha". Eles incluem ingredientes como batata e farinha de trigo e são semelhantes a bolos Castela. Eles diferenciam-se bastante do que a maioria das pessoas considera um sembei hoje em dia.
O que os japoneses normalmente chamam de sembei hoje foi popularizado por uma loja no período Edo, a Sōkajuku, que espalhou o sembei salgado e com shoyu por todo o Japão.
Há alguns tipos do sembei tradicional japonês. Eles incluem sembei doces, sembei com peixe (魚せんべい), sembei com lótus (蓮根煎餅) e sembei de ossos (骨せんべい).
As versões modernas de sembei são muito inventivas e podem incluir coberturas que variam desde kimchi e wasabi a curry e chocolate.
O sembei de Kansai tende a usar arroz glutinoso e ter uma textura levemente temperada e delicada (saku saku). O sembei da região de Kanto foram originalmente baseados em uruchimai, um tipo de arroz não-glutinoso, e eles tendem a ser mais crocantes (kari kari) e temperados.
Bolachas de arroz grossas japonesas (薄焼きせんべい　usuyaki senbei) também são populares na Austrália e em outros países.

## Exemplos
- Embrulhado com nori
- Arare
- Olive no Hana
- Com grãos de soja
- Molhado

## Sembei histórico
O sembei também foi estampado com o brasão imperial e presenteado como lembranças de reconhecimento e gratidão pelo Imperador do Japão durante a Segunda Guerra Mundial.